# McCurtain
McCurtain é uma cidade  localizada no estado norte-americano de Oklahoma, no Condado de Haskell.

## Demografia
Segundo o censo norte-americano de 2000, a sua população era de 466 habitantes.
Em 2006, foi estimada uma população de 478, um aumento de 12 (2.6%).

## Geografia
De acordo com o United States Census Bureau tem uma área de
2,9 km², dos quais 2,9 km² cobertos por terra e 0,0 km² cobertos por água. McCurtain localiza-se a aproximadamente 204 m acima do nível do mar.

## Localidades na vizinhança
O diagrama seguinte representa as localidades num raio de 24 km ao redor de McCurtain.